# Alan Toccaceli
Alan Toccaceli (ur. 14 kwietnia 1983) – sanmaryński piłkarz występujący na pozycji pomocnika lub napastnika, dwukrotny reprezentant San Marino.

## Kariera
Pod koniec lat 90. trenował w akademii klubu AC Cesena. Podczas kariery na poziomie seniorskim występował w klubach Campionato Sammarinese oraz we włoskich zespołach z amatorskich kategorii rozgrywkowych. Rozegrał 2 mecze w reprezentacji San Marino. W 2014 roku został skazany na rok więzienia w zawieszeniu za kradzieże i sfałszowanie podpisu na czeku.

## Sukcesy
SP Tre Fiori
- mistrzostwo San Marino: 2008/09, 2009/10
- Puchar San Marino: 2009/10